# 緒方勝一
緒方 勝一（おがた しょういち、1875年（明治8年）1月25日 - 1960年（昭和35年）12月28日）は、日本陸軍の軍人。最終階級は陸軍大将。

## 経歴
佐賀県出身。緒方二郎の三男として生れる。成城学校を経て、1896年5月、陸軍士官学校（7期）を卒業。翌年1月、砲兵少尉任官、東京湾要塞砲兵連隊付となる。1900年12月、陸軍砲工学校高等科を卒業。フランス駐在（軍事研究）、陸士教官を歴任。日露戦争では第4軍副官として出征した。
その後、技術審査部勤務、重砲兵第2連隊付を歴任。第一次世界大戦における青島の戦いでは、独立攻城重砲兵第2大隊長として出征した。1915年、技術審査部付としてフランスに出張し、欧州戦線のフランス軍に観戦武官として従軍。陸軍歩兵学校研究部員、技術本部第1部長などを歴任し、1920年8月、陸軍少将に進級した。陸軍重砲兵学校長、砲工学校長、陸軍科学研究所長などを経て、1925年5月、陸軍中将となり、1928年3月、陸軍造兵廠長官に就任。1931年8月、陸軍大将に進み技術本部長に着任。1934年8月、予備役に編入された。

## 栄典
位階
- 1920年（大正9年）9月10日 - 正五位[5]
- 1930年（昭和5年）6月16日 - 正四位[6]

勲章
- 1940年（昭和15年）8月15日 - 紀元二千六百年祝典記念章[7]

## 親族
- 妻 緒方シゲノ（実業家日比翁助の娘、1888年 - 1982年3月25日）
- 長女 緒方文子 1915年4月1日当歳没
- 長男 緒方太郎 (銀行家)
- 同妻 緒方照子（翁助長男ほ日比勝治の二女）